# The Lurkers
I The Lurkers sono un gruppo punk di Londra, il primo gruppo in assoluto a pubblicare con la Beggars Banquet Records.

## Formazione
- Artruro Bassick - voce, basso
- Dave Kemp - chitarra
- Nellie - batteria

## Discografia

### Album in studio
- 1978 - Fulham Fallout (Beggars Records)
- 1979 - God's Lonely Men (Beggars Records)
- 1982 - This Dirty Town (Clay Records)
- 1989 - Wild Times Again (Weser Records)
- 1989 - King of the Mountain (Link Records)
- 1990 - Powerjive (Released Emotions)
- 1994 - Non-Stop Nitropop (Weser Records)

### Raccolte
- 1980 - Last Will and Testament - Greatest Hits
- 1992 - Totally Lurkered (Dojo Records)
- 1997 - The Beggars Banquet Punk Singles (Anagram Records)
- 1997 - Take Me Back To Babylon (Receiver Records)

### Album live
- 1989 - Live And Loud (Link Records)
- 1992 - Live In Berlin (Released Emotions)

### EP e Singoli
- Shadow/Love Story
- Freak Show/Mass Media Believer
- Ain't Got A Clue/Ooh Ooh I Love You
- I Don't Need To Tell Her/Pills
- Just Thirteen/Countdown
- Out In The Dark E.P.
- New Guitar In Town/Pick Me Up/Little Ol' Wine Drinker Me
- Shadow/Love Story/Freak Show/Mass Media Believer
- I Don't Need To Tell Her/Pills/Just Thirteen/Countdown
- This Dirty Town/Wolf At The Door
- Drag You Out/Heroin (It's All Over)
- Frankenstein Again/One Man's Meat...
- Final Vinyl EP
- Let's Dance Now/Midnight Hour